# José Augusto Alegria
 José Augusto Alegria  (Évora, 17 de Dezembro de 1917 — Évora, 2004) foi um musicólogo português.

## Biografia
José Augusto Alegria nasceu na cidade de Évora em 1917 e onde morreu em 2004.Com nove anos ingressou no Oratório de S. José dirigido pelos Padres Salesianos onde teve os primeiros contactos com a música e onde concluiu o ensino primário. Em 1930 entrou no Seminário de Évora, tendo terminado o curso em Junho de 1940, ano em que foi nomeado professor de canto no mesmo Seminário com a responsabilidade de dirigir o Coro nas cerimónias litúrgicas da Sé Catedral, funções que desempenhou durante quarenta anos. 
Em 1949 frequentou o Instituto Superior de Música Sacra de Roma licenciando-se em Ciências Musicológicas. Regressando em 1951, retomou as funções no Seminário acrescidas do ensino da cadeira de Literatura Portuguesa e Canto Gregoriano, sendo nomeado para ensinar Religião e Moral na Escola Técnica e depois no Liceu até se aposentar em 1981. Em 1945 foi indigitado para o Cabido da Sé de Évora onde desempenhava o Lugar de Mestre de Capela. Com o Coro do Seminário realizou numerosos concertos e gravações para a Emissora Nacional.
Foi conferencista das Semanas de Canto Gregoriano de Fátima e Professor no Centro Gregoriano de Lisboa. Em 1966 foi convidado para suceder a Mário de Sampayo Ribeiro na Direcção do Coro Polyphonia de Lisboa, dando inúmeros concertos em Portugal, Espanha, França e Inglaterra. Participou em congressos internacionais, nomeadamente em Roma, Paris, Colónia, Saragoça e Madrid. 
Dedicou-se à investigação da actividade musical na Sé de Évora, em Vila Viçosa e Elvas, publicando obras fundamentais sobre a matéria acrescida de catálogos que organizou para o Arquivo da Sé e Biblioteca Pública de Évora e do Palácio Ducal de Vila Viçosa. Foi o responsável pela edição da obra musical dos compositores Fr. Manuel Cardoso, João Lourenço Rebelo, e António Marques Lésbio. 
Foi Doutorado "Honoris Causa" pela Universidade de Évora em 1988. 

## Livros de sua autoria (Selecção)
Entre as suas obras encontram-se: 
- 1944 Dicionário Biográfico de Músicos Portugueses de José Mazza, com prefácio e notas de José Augusto Alegria, Lisboa, Tipografia da Editorial Império, Lda..
- 1955 A poetisa Florbela Espanca: O processo de uma causa, Évora, Centro de Estudos D. Manuel Mendes da Conceiçäo Santos.
- 1955 As angústias metafísicas do Prof. Fidelino de Figueiredo e as suas soluções musicais!, Évora, [s.n.].
- 1956 O canto do povo na liturgia primitiva, [S.l. : s.n.].
- 1959 Évora e a sua cultura, Évora, [s.n.].
- 1962 Tractado de Cãto Llano (1533): de Mateus de Aranda, Edição fac-similada, com introdução e notas de José Augusto Alegria, Lisboa, Instituto de Alta Cultura.
- 1967 O primeiro colégio de Évora, [S.l. : s.n.].
- 1968 A problemática Musical das Cantigas de Amigo, Lisboa, Fundação Calouste Gulbenkian.
- 1973 Arquivo das Músicas da Sé de Évora: Catálogo, Lisboa, Fundação Calouste Gulbenkian.
- 1973 História da Escola de Música da Sé de Évora, Lisboa, Fundação Calouste Gulbenkian.
- 1977 Biblioteca Pública de Évora: Catálogo dos Fundos Musicais, Lisboa, Fundação Calouste Gulbenkian.
- 1978 Tractado de Canto Mensurable: de Mateus de Aranda, Introdução e notas de José Augusto Alegria, Lisboa, Fundação Calouste Gulbenkian.
- 1983 História da Capela e Colégio dos Santos Reis de Vila Viçosa, Lisboa, Fundação Calouste Gulbenkian.
- 1983 Mateus D'Aranda Mestre da Capela da Sé de Évora e Lente de Música dos Estudos Gerais de Coimbra, Separata dos Anais, II Série, vol. 27, Lisboa.
- 1983 Frei Manuel Cardoso: Compositor Português, Lisboa, Instituto de Cultura e Língua Portuguesa, Biblioteca Breve.
- 1984 Polifonistas Portugueses: Duarte Lôbo, Filipe Magalhães, Francisco Martins, Lisboa, Instituto de Cultura e Língua Portuguesa, Biblioteca Breve.
- 1985 O ensino e a prática da música nas Sés de Portugal, Lisboa, Instituto de Cultura e Língua Portuguesa, Biblioteca Breve.
- 1985 Discurso Apologético: Polémica Musical..., Edição do texto e introdução de José Augusto Alegria, Lisboa, Fundação Calouste Gulbenkian.
- 1987 Luísa Todi, Setúbal, Coral Luísa Todi.
- 1989 Biblioteca do Palácio Real de Vila Viçosa, Lisboa, Fundação Calouste Gulbenkian.
- 1996 Arte de musica de Canto Dorgam, e Canto Cham, & proporções de musica divididas harmonicamente: de António Fernandes, introd. José Augusto Alegria, (Évora), Publinorma.
- 1997 O Colégio dos Moços do Coro da Sé de Évora, Lisboa, Fundação Calouste Gulbenkian.
- 2000 As Cantigas d'amigo e d'amor dos cancioneiros galego-portugueses: da origem poética à prática musical, Évora, Universidade de Évora.
- 2004 Évora e a cultura: A história e a vida, (Évora), Instituto de Cultura Vasco Vill'Alva.

## Edições Musicais
- (1962), Manuel Cardoso: Liber Primus Missarum, [volume I], Portugaliae Musica, vol. V, Lisboa, Fundação Calouste Gulbenkian.
- (1962), Manuel Cardoso: Liber Primus Missarum, [volume II], Portugaliae Musica, vol. VI, Lisboa, Fundação Calouste Gulbenkian.
- (1968), Manuel Cardoso: Livros de Vários Motetes, Portugaliae Musica, vol. XIII, Lisboa, Fundação Calouste Gulbenkian.
- (1970), Manuel Cardoso: Liber Secundus Missarum, Portugaliae Musica, vol. XX, Lisboa, Fundação Calouste Gulbenkian.
- (1973), Manuel Cardoso: Liber Tercius Missarum, Portugaliae Musica, vol. XXII, Lisboa, Fundação Calouste Gulbenkian.
- (1974), Manuel Cardoso: Cantica Beatae Mariae Virginis: Magnificat, Portugaliae Musica, vol. XXVI, Lisboa, Fundação Calouste Gulbenkian.
- (1976), Manuel Cardoso: Obras Várias II, Portugaliae Musica, separata dos vols. XX e XXVI, Lisboa, Fundação Calouste Gulbenkian.
- (1982), João Lourenço Rebelo: Psalmi Tum Vesperarum, Tum Completorii: Item Magnificat Lamentationes e Miserere, [volume I], Portugaliae Musica, vol. XXXIX, Lisboa, Fundação Calouste Gulbenkian.
- (1982), João Lourenço Rebelo: Psalmi Tum Vesperarum, Tum Completorii: Item Magnificat Lamentationes e Miserere, [volume II], Portugaliae Musica, vol. LX, Lisboa, Fundação Calouste Gulbenkian.
- (1982), João Lourenço Rebelo: Psalmi Tum Vesperarum, Tum Completorii: Item Magnificat Lamentationes e Miserere, [volume III], Portugaliae Musica, vol. LXI, Lisboa, Fundação Calouste Gulbenkian.
- (1982), João Lourenço Rebelo: Psalmi Tum Vesperarum, Tum Completorii: Item Magnificat Lamentationes e Miserere, [volume IV], Portugaliae Musica, vol. LXII, Lisboa, Fundação Calouste Gulbenkian.
- (1985), António Marques Lésbio: Vilancicos e tonos, Portugaliae Musica, vol. XLVI, Lisboa, Fundação Calouste Gulbenkian.